# Spioner i hälarna
Spioner i hälarna är en brittisk film från 1936 i regi av Alfred Hitchcock. 

## Rollista i urval
- John Gielgud - Kapten [Edgar] Brodie/Richard Ashenden
- Peter Lorre - Generalen
- Madeleine Carroll - Elsa [Carrington]
- Robert Young - Robert Marvin
- Percy Marmont - Caypor
- Florence Kahn - Mrs. Caypor
- Charles Carson - "R"
- Lilli Palmer - Lilli